# 勞氏橋麗魚
勞氏橋麗魚（学名：Gephyrochromis lawsi）為輻鰭魚綱鱸形目隆頭魚亞目慈鯛科的其中一種，分布於非洲馬拉威湖北部流域，體長可達12.8公分，棲息在沙底質的陡峭深水域，生活習性不明，可作為觀賞魚。

## 擴展閱讀
維基物種上的相關：勞氏橋麗魚